# It's Almost Dry
It's Almost Dry è il quarto album in studio del rapper statunitense Pusha T, pubblicato il 22 aprile 2022.

## Tracce
1. Brambleton – 2:50
2. Let the Smokers Shine the Coupes – 2:30
3. Dreamin of the Past (featuring Kanye West) – 2:53
4. Neck & Wrist (featuring Jay-Z & Pharrell Williams) – 3:29
5. Just So You Remember – 2:58
6. Diet Coke – 3:00
7. Rock n Roll (featuring Kanye West & Kid Cudi) – 3:53
8. Call My Bluff – 2:48
9. Scrape It Off (featuring Lil Uzi Vert & Don Toliver) – 2:32
10. Hear Me Clearly (with Nigo) – 2:21
11. Open Air – 2:12
12. I Pray for You (featuring Labrinth & Malice) – 4:21

## Classifiche
| Classifica (2022) | Posizione raggiunta |
| ----------------- | ------------------- |
| Australia         | 11                  |
| Canada            | 1                   |
| Italia            | 82                  |
| Regno Unito       | 7                   |
| Stati Uniti       | 1                   |